# Карасі (Хорватія)
45°31′ пн. ш. 15°43′ сх. д. / 45.51° пн. ш. 15.71° сх. д.
Карасі (хорв. Karasi) — населений пункт у Хорватії, у Карловацькій жупанії у складі міста Карловаць.

## Населення
Населення за даними перепису 2011 року становило 50 осіб.
Динаміка чисельності населення поселення: